# Thằn lằn bóng đuôi dài
Thằn lằn bóng đuôi dài (danh pháp hai phần: Eutropis longicaudata) là một loài thằn lằn trong họ Scincidae. Loài này được tìm thấy ở nam Trung Quốc, Hồng Kông, Đài Loan, Lào, Việt Nam, Thái Lan, Campuchia và Bán đảo Malaysia.. Loài này được Hallowell mô tả khoa học đầu tiên năm 1857.
Một số quần thể đã được phát hiện có biểu hiện con đực chăm sóc con để phản ứng lại sự săn mồi của rắn ăn trứng.

## Hình ảnh

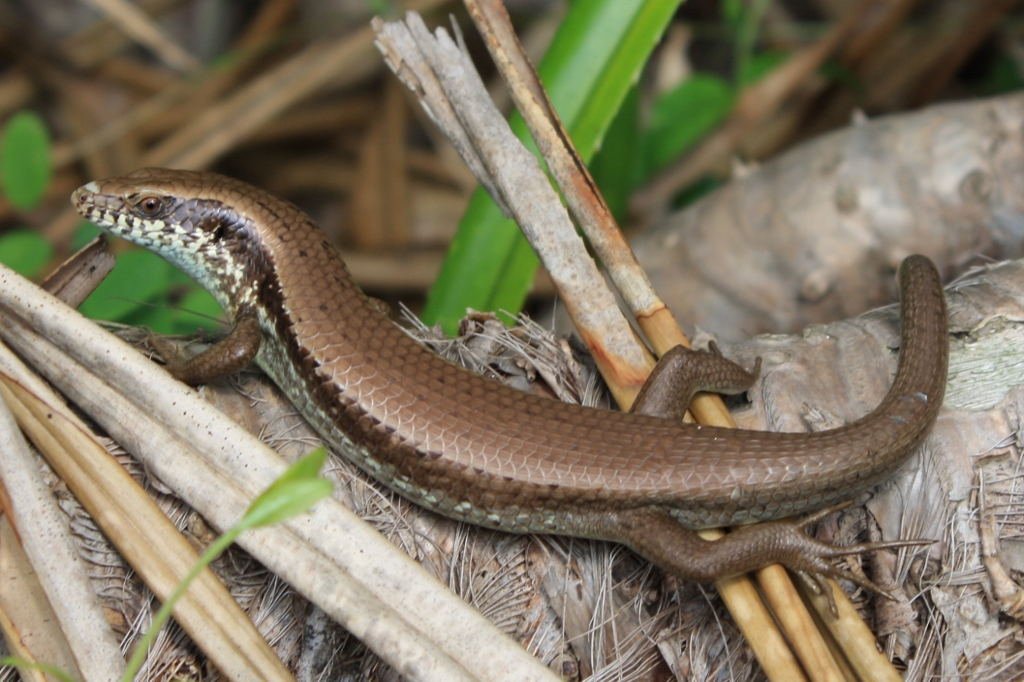
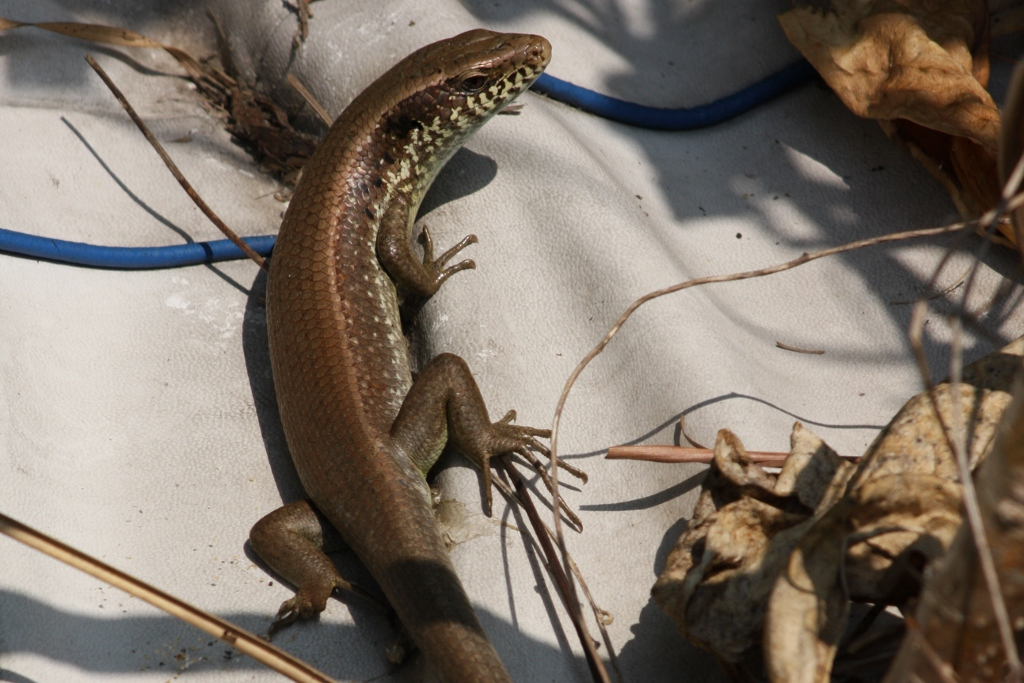